# Vought OS2U Kingfisher
Vought OS2U Kingfisher (ang. zimorodek) – wodnosamolot rozpoznawczy (OS – „Observation-Scout”, „obserwacyjno-zwiadowczy”) produkcji amerykańskiej, używany w czasie II wojny światowej.
Był to niewielki samolot o przeciętnych osiągach, głównie z powodu lekkiego silnika o niskiej mocy. Pod samolotem zamontowany był jeden duży centralny pływak i dwa mniejsze pod skrzydłami, budowany był także w konfiguracji lądowej ze stałym podwoziem. Używany był głównie jako samolot obserwacyjny startujący z katapult na pancernikach i krążownikach.
Kingfisher był używany również do zwalczania okrętów podwodnych i jako samolot ratowniczy. Z powodu niewielkiego udźwigu jego przydatność do tych zadań była jednak bardzo ograniczona – znany jest incydent z 1942, gdy załoga OS2U uratowała trzech członków załogi samolotu B-17, który został zmuszony do wodowania na Pacyfiku. Ciężar dodatkowych trzech osób spowodował, że samolot nie mógł się oderwać od powierzchni wody i był zmuszony „dokołować” do najbliższego lądu oddalonego o 60 km.

## Linki zewnętrzne

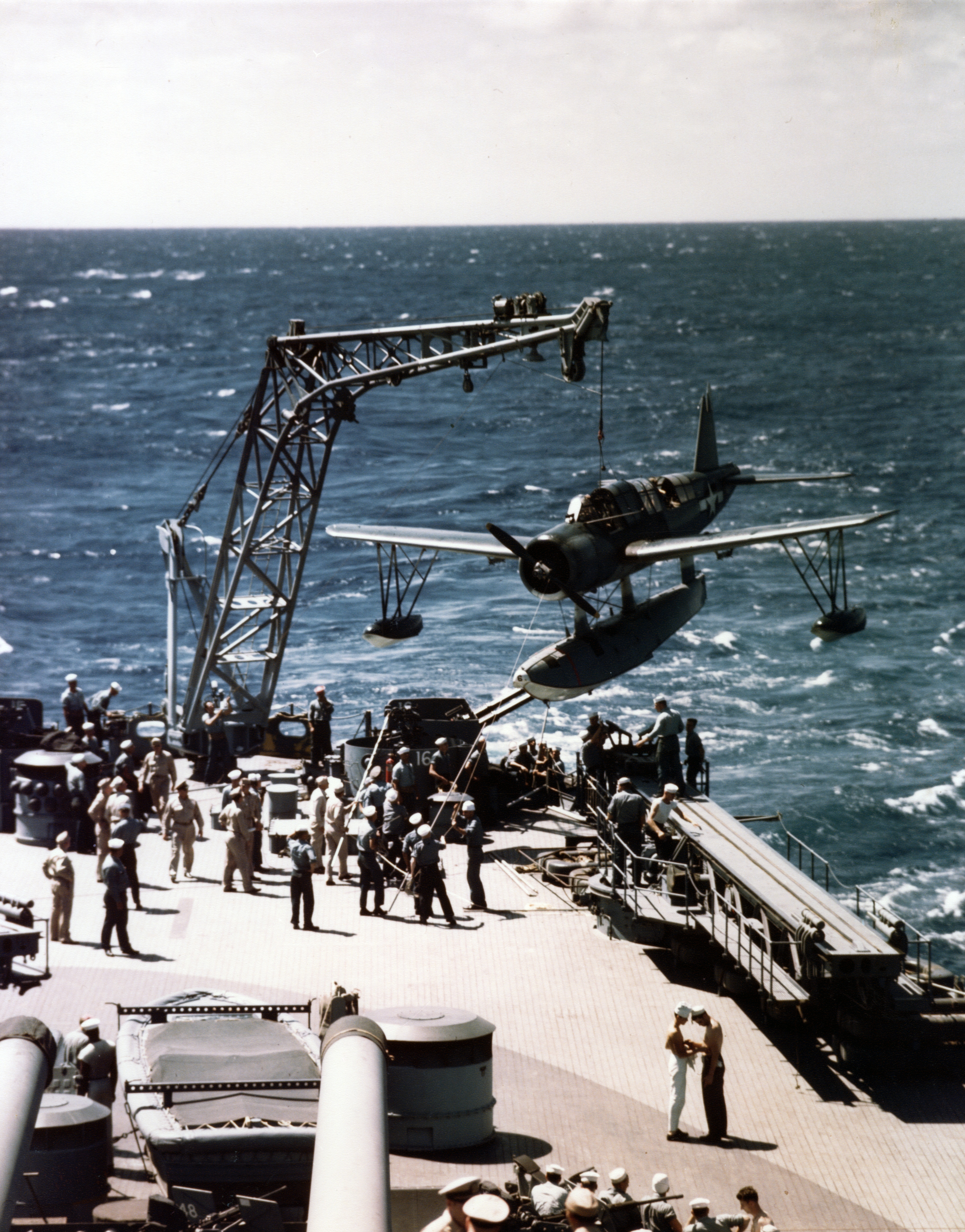
Samolot Vought OS2U Kingfisher podnoszony na pokład USS „Missouri” (1944)

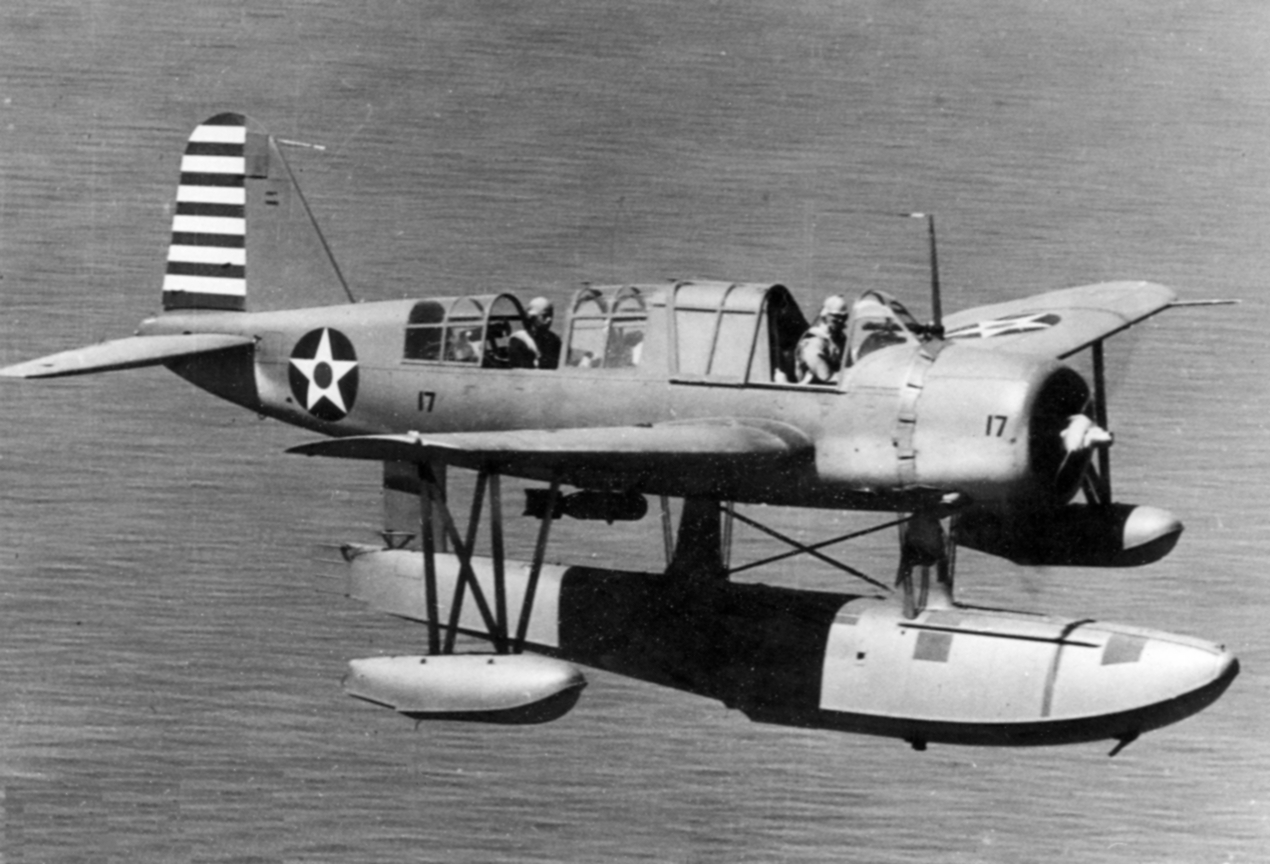
OS2U Kingfisher w locie w 1942 r.